# جون موسلي
جون موسلي (بالإنجليزية: John Mosley)‏ هو لاعب كرة قدم أمريكية وطيار أمريكي، ولد في 21 يونيو 1921 في دنفر في الولايات المتحدة، وتوفي في 22 مايو 2015.